# Jean de Bruges (organiste)

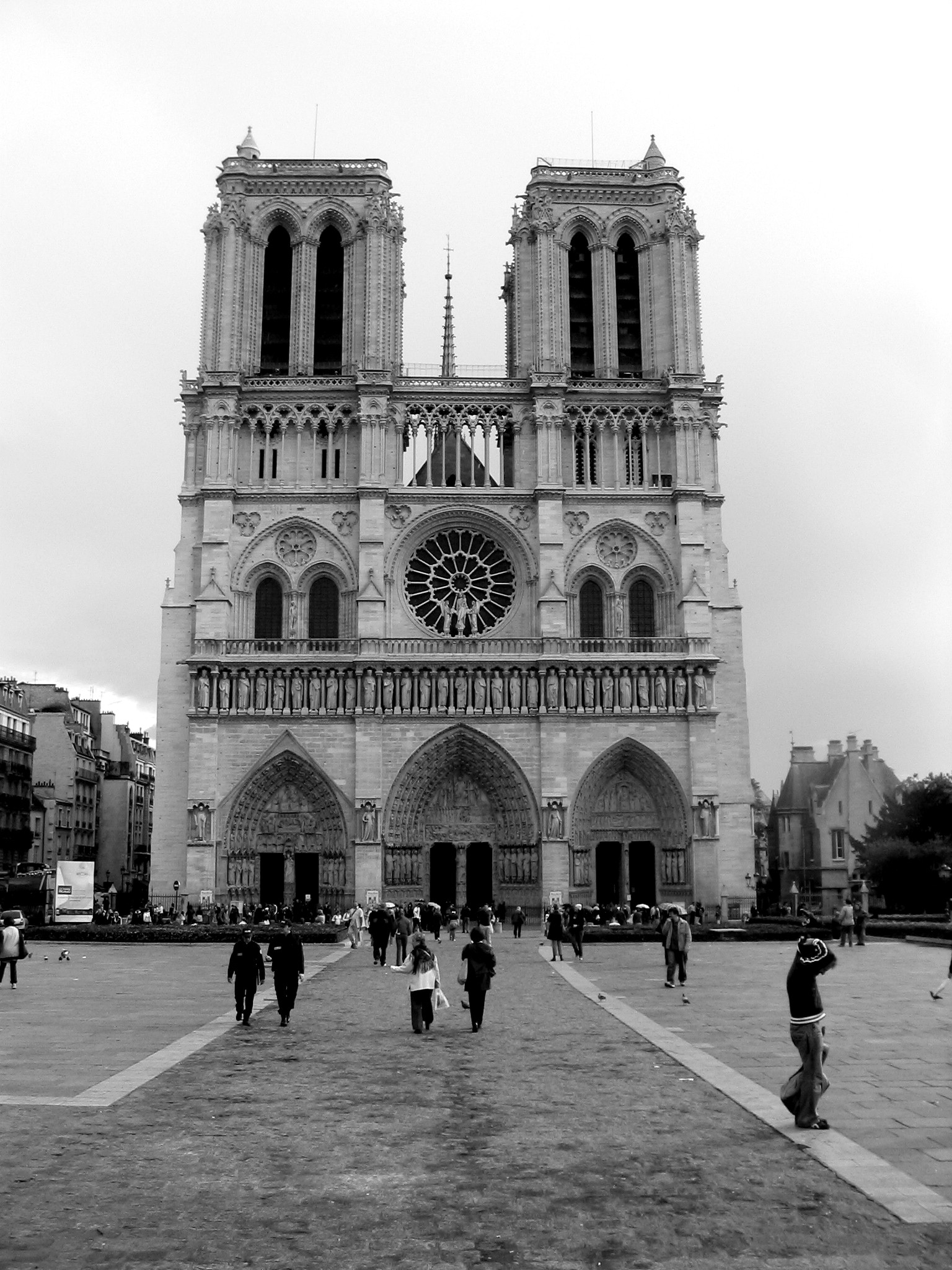
Cathédrale Notre-Dame de Paris

Jean de Bruges (né à une date inconnue et mort après 1334) fut le premier organiste de la Cathédrale Notre-Dame de Paris.